# Parlamentariska Östersjökonferensen
Den parlamentariska Östersjökonferensen (Baltic Sea Parliamentary Conference, BSPC) är ett forum för politisk dialog mellan parlamentariker i Östersjöregionen. Syftet med samarbetet är att uppmärksamma och driva frågor av betydelse för Östersjöregionen samt att stödja olika initiativ som främjar en hållbar utveckling inom miljö och det sociala området.
BSPC äger rum en gång per år och samlar parlamentariker från tio nationella parlament, sju regionala parlament och fem interparlamentariska organisationer runt Östersjön. Den första parlamentariska Östersjökonferensen arrangerades i Helsingfors 1991.
President för BSPC är ålänningen Alfons Röblom

## Den svenska delegationen till den parlamentariska Östersjökonferansen
Talmannen utser den svenska delegationen efter samråd med de olika riksdagspartiernas gruppledare  en gång per mandatperiod. Delegationen består av fem ledamöter, varav en är ordförande och en vice ordförande. Varje år redogör delegationen för sin verksamhet, redogörelsen ingår i Nordiska rådets redogörelse. Redogörelsen behandlas av utrikesutskottet och debatt hålls i kammaren. Nedan följer den svenska delegationen sedan 2022.
Ledamöter:
Staffan Eklöf (SD), ordförande
Hanna Westerén (S), vice ordförande 
Jesper Skalberg Karlsson (M), ledamot
Aron Emilsson (SD), ledamot 
Emma Nohrén (MP), ledamot